# Nixon in China
Nixon in China ist eine Oper in drei Akten von John Adams nach einem Libretto von Alice Goodman. Am Beispiel von Richard Nixons Besuch in China 1972, dem ersten Staatsbesuch eines amerikanischen Präsidenten in China bzw. der Volksrepublik China überhaupt, setzt sich die Oper satirisch mit modernen Helden-Mythen auseinander. Richard Nixon traf Mao Zedong und andere chinesische Persönlichkeiten, der Besuch gilt als wesentliche diplomatische Errungenschaft seiner Amtszeit und wird in den USA auch im übertragenen Sinne verwendet. John Adams, der Nixon sehr kritisch gegenüberstand, sprach gleichwohl von einer „kühnen Geste, direkt in das kommunistische Herz der Dunkelheit zu laufen und den Einheimischen einen guten, alten Rotarier-Handschlag zu reichen“.
Die Oper war ein Auftragswerk der Brooklyn Academy of Music, der Houston Grand Opera und des John F. Kennedy Center for the Performing Arts.

## Handlung

### Erster Akt
Auf dem Pekinger Flughafen landet 1972 das Präsidenten-Flugzeug Air Force One, von Richard Nixon auch Spirit of 76 genannt. Nixon, seine Frau Pat und sein Berater Henry Kissinger werden vom chinesischen Premierminister Zhou Enlai mit einer Militärparade begrüßt. Später trifft die Delegation auf Staatschef Mao Zedong. Nixon gibt sich als smarter Geschäftsmann und versucht, konkrete politische Probleme wie den Vietnamkrieg anzusprechen, doch Mao verweist ihn an den Premierminister und stellt klar, dass sein eigenes Gebiet die „Philosophie“ sei. Jeder seiner verwirrenden Aussprüche wird von seinen Sekretärinnen notiert. Am Abend geben die Chinesen ein großes Fest in der Großen Halle des Volkes. Zhou hebt sein Glas auf die Amerikanische Delegation und wünscht ein friedliches Verhältnis zwischen Amerika und China, Nixon dankt für die Gastfreundschaft und bedauert die bisherigen Spannungen.

### Zweiter Akt
Nixons Frau Pat besichtigt im Damenprogramm eine Schule, eine Schweinezucht und eine Fabrik, die Miniatur-Elefanten aus Glas herstellt (der Elefant ist das Symbol der Republikanischen Partei Nixons). Selbst aus einfachen Verhältnissen stammend, scheint sie genuin beeindruckt zu sein von dieser Besichtigungstour. In einer kontemplativen Arie („This is prophetic“) stellt sie sich bei der Besichtigung des Sommerpalastes der chinesischen Kaiser eine friedliche Zukunft für die Welt vor, in der jede Lebensart respektiert und ermöglicht wird.
Am Abend besucht die amerikanische Delegation ein Ballett, begleitet von Zhou Enlai und Maos Frau Jiang Qing. Diese, ein ehemaliges Starlet, ist auch Autorin des nun aufgeführten revolutionären Balletts Das rote Frauenbataillon (红色娘子军), in dem Frauen der Roten Armee die Bauern einer Tropeninsel von der Unterdrückung durch einen Großgrundbesitzer befreien. Auf offener Szene schreit sie die Mitwirkenden an, verlangt, dass diese die „fliehenden Hunde“ auslöschen und brüstet sich demonstrativ, die Frau Maos zu sein. Die Gäste werden in die Balletthandlung mit einbezogen: Kissinger spielt einen brutalen Büttel des Großgrundbesitzers („Whip her to death“), der eine Frau vergewaltigt, Zhou Enlai einen idealistischen Parteisekretär. Pat sehnt sich zurück in das beschauliche Kalifornien und zeigt sich entsetzt über die dargestellte blutige Gewalt. Sie hilft der Frau, während Richard Geld an die Söldner des Großgrundbesitzers verteilt. Nachdem der Großgrundbesitzer und seine Leute vertrieben wurden, kommt es zu einem Gerangel zwischen dem pragmatischen Zhou Enlai und der doktrinären Jiang Qing, aus dem letztere triumphierend hervorgeht („I am the wife of Mao Zedong“) – eine Anspielung auf die Auseinandersetzungen der Kulturrevolution.

### Dritter Akt
Der letzte Tag des Staatsbesuches. Die Beteiligten sind müde, nur das Ehepaar Mao ist guter Dinge. Der große Durchbruch blieb aus, das abschließende Shanghai-Kommuniqué enthält nur leere Worte, gerade ausreichend, damit beide Seiten ihr Gesicht wahren. Die Maos beginnen zu tanzen (Jiang Qing: „We’ll teach these motherfuckers how to dance“). Beide Paare blicken auf ihr Leben zurück – Mao und seine Frau auf die Zeit des revolutionären Kampfs, Nixon auf seine Jahre als Marinesoldat im Krieg. Zhou bleibt nachdenklich und fragt: „How much of what we did was good?“

## Instrumentation
Die Orchesterbesetzung der Oper enthält die folgenden Instrumente:
- Holzbläser: zwei Flöten (2. auch Piccolo), zwei Oboen (2. auch Englischhorn), drei Klarinetten (1. auch Es-Klarinette, 2. und 3. auch Bassklarinette), Sopransaxophon, zwei Altsaxophone, Baritonsaxophon
- Blechbläser: drei Trompeten, drei Posaunen
- Schlagzeug (ein Spieler): große Trommel, große Trommel mit Pedal, Holzblock, hängendes Becken, kleine Trommel, Sandpapierblöcke, Tamburin, Hi-Hat, Tenortrommel, Sizzle cymbal, Glockenspiel, slapping sound, Triangel, Glockenstäbe
- zwei elektrische Klaviere, Synthesizer oder Sampler (Kurzweil K2000)
- Streicher: mindestens sechs Violinen 1, sechs Violinen 2, vier Violen, vier Violoncelli, zwei Kontrabässe

Ein Sound-Designer wird benötigt.

## Werkgeschichte
John Adams hielt den Handschlag zwischen Nixon und Mao für weitreichender als die Mondlandung. Elf Jahre nach dem historischen Ereignis, 1983, regte der Regisseur Peter Sellars eine Oper darüber an. Adams reagierte zunächst ablehnend, da er nach eigener Aussage noch nicht „gelassen“ genug war, um eine Oper über den Präsidenten zu schreiben, der ihn in den Vietnamkrieg schicken wollte. Nach reiflicher Überlegung sagte Adams zu, legte jedoch Wert darauf, das Textbuch eines „echten Dichters“ zur Grundlage zu machen, um die Handlung von einer alltäglichen auf eine „archetypische“ Ebene zu heben. Im Dezember 1985 trafen sich Sellars, Adams und die Autorin Alice Goodman, die aus Cambridge angereist war, um an die Arbeit zu gehen. Goodman, die seit 2006 am Trinity College als anglikanische Pfarrerin tätig ist, war zwar literarisch umfassend gebildet, hatte jedoch keinerlei Erfahrung mit Opern, umgekehrt will Adams von ihr nur ein einziges Gedicht gekannt haben, war mit ihrem Libretto jedoch sehr zufrieden, weil sie die „knarzenden Spitzfindigkeiten“ der Diplomaten im Weißen Haus ebenso gut in Kunst umgesetzt habe wie die „gnomhaften Äußerungen“ von Mao und das Pathos der Handelnden. Alice Goodman selbst wollte ihr Werk als „Große Oper in der Tradition des 19. Jahrhunderts“ verstanden wissen: „Nixon in China ist ganz buchstäblich als ‚heroische Oper‘ angelegt – die Protagonisten erscheinen darin gewissermaßen überlebensgroß und spielen das Pathos einer historischen Handlung voll aus.“ Bei der Charakter-Zeichnung von Mao will sich Goodman an ihrem notorisch jähzornigen, deutlich älteren Ehemann orientiert haben, dem britischen Autor Geoffrey Hill. Dieser habe auch nach seiner Selbsteinschätzung das Potential eines „irren Tyrannen“ gehabt.
Adams arbeitete zwei Jahre an der Partitur, eine Aufgabe, die er als anstrengend, aber lohnend bezeichnete. Er fragte sich zuerst, welche Art Musik Nixon am ehesten gerecht werde und kam zum Schluss, dass das die Musik der „weißen Bigbands der Swing-Ära“ sein müsse, die Musik der amerikanischen Mittelklasse, der auch Adams Eltern angehörten. Es dominieren daher Blech- und Holzbläser, darunter vier Saxophone. Das chinesische Revolutionsballett müsse sich so anhören, als ob es nicht ein Einzelner, sondern ein „Komitee“ komponiert habe, so Adams. Er bezeichnete sein Werk als „Technicolor-Partitur“, inspiriert von den grellen Farben in kommunistischen Propaganda-Schriften und US-Wahlkämpfen, und habe das Orchester teilweise wie eine „gigantische Ukulele“ eingesetzt. In der Struktur seiner Minimal Music orientierte sich Adams an Satyagraha von Philip Glass. Vor allem habe er gelernt, flexibel zu sein in seinen musikalischen Ausdrucksmitteln, schrieb Adams rückblickend, der strenge und rigorose „Modernismus“ in der Kompositionslehre sei der Opernpraxis abträglich.

## Rezeption
Die Oper wird inzwischen international regelmäßig inszeniert und gehört zu den modernen Klassikern der Minimal Music, obwohl die ersten Kritiken eher verhalten waren, wohl auch deshalb, weil die Uraufführungs-Produktion selbst nach John Adams Eindruck „einige Vorstellungen“ benötigte, bevor die Abläufe reibungslos waren. Zu der Zeit, im Oktober 1987, trafen sich die US-Opernkritiker zu einem Kongress in Houston, so dass die Aufmerksamkeit groß war. Donald Henahan bezeichnete das Werk in der New York Times als „substanzloses Augenfutter“. Ein Zitat aus der Kritik wurde weithin bekannt: „Herr Adams machte mit dem Arpeggio, was McDonald’s mit dem Hamburger anstellte: Er strapazierte einen simplen Einfall für alle Ewigkeit“. Henahan fühlte sich bei den wenigen Passagen, die er als „Musik“ definierte, an Richard Wagner erinnert. Der Kritiker des The New Yorker, Alex Ross, hält Nixon in China dagegen für die größte amerikanische Oper seit Porgy and Bess und lobte das Werk dafür, dass es die „Spinnweben der europäischen Vergangenheit“ hinter sich lasse, ein „episches Gedicht“ zur Zeitgeschichte sei, eine „Traum-Erzählung in heroischen Paarreimen“. Nicolas Kenyan hielt die Oper im britischen Guardian für ein „durch und durch zeitgenössisches Werk“, das nachdenklich, originell und fesselnd sei.
Wohlwollend äußerte sich auch Klaus Umbach im Spiegel: „So ziseliert gemacht, ist Minimal Music alles andere als Kleinkunst: durchsichtig wie von Mozart, süffig wie von Richard Strauss, angereichert mit ‚überreifem Glenn Miller und dem ganzen Arsenal amerikanischer Musiktradition‘ (Adams), mal plump wie Allerwelts-Pop, dann, in kontrapunktischer Feinarbeit, geradezu wie aus dem Lehrbuch.“ Umbach resümierte, das bei der Premiere nicht anwesende Ehepaar Nixon sowie Henry Kissinger hätten etwas verpasst. Zum 20. Jahrestag der Uraufführung (2007) bescheinigte die örtliche Houston Press Nixon in China die „bemerkenswerte und seltene Fähigkeit“, das Publikum staunen und entzücken zu machen, allerdings sei die „gewichtige und ernsthafte“ Oper auch „verblüffend und verwirrend“. Getadelt wurde das „dick aufgetragene“ und „scheußliche“ Libretto von Alice Goodman, das selbst für ein englischsprachiges Publikum nur mit Übertiteln erträglich sei. Nach einer konzertanten Aufführung in der Walt Disney Concert Hall in Los Angeles im März 2007, bei der Original-Filmmaterial vom Nixon-Besuch in China eingespielt wurde, zeigte sich Richard S. Ginell in der Los Angeles Times begeistert, wie gut Musik und Fernsehbilder einander ergänzten. Diese Konfrontation sei eine „brillante Idee“ gewesen, weil sie die Oper von den zahlreichen Etikettierungen befreie, nämlich „satirisch“, „heroisch“ oder „surreal“ zu sein, und stattdessen die Quellen sprechen lasse.
Der Komponist Evan Mack und der Textdichter Josh Maguire ließen sich von Nixon in China zu ihrer Kammeroper Jelzin in Texas inspirieren, die am 22. Februar 2020 beim New Works Festival in Houston uraufgeführt werden soll. Darin geht es um einen Supermarkt-Besuch von Boris Jelzin in Houston, der ihm die Augen über den Kommunismus geöffnet haben soll.

## Weitere Aufführungen
Eine vollständige Liste der Aufführungen findet sich beim Verlag Boosey & Hawkes.
- 1989: Theater Bielefeld, Inszenierung John Dew, deutsche Erstaufführung
- 1990: Los Angeles Music Center, Dirigent Kent Nagano (konzertant)
- 1990: Finnische Nationaloper Helsinki, Dirigent Juhani Raiskinen (konzertant)
- 1997: Wiener Operntheater, Dirigent Andreas Mitisek[13]
- 2000: Theater Freiburg, Inszenierung Lynn Binstock
- 2006: English National Opera Inszenierung Peter Sellars, Dirigent Paul Daniel
- 2010/11: Metropolitan Opera, New York, Inszenierung Peter Sellars, Dirigent John Adams[14]
- 2012: Théâtre du Châtelet Paris, Inszenierung Chen Shi-Zheng, Dirigent Alexander Briger
- 10. September 2012: Haus der Berliner Festspiele, Dirigent John Adams (konzertant)
- 2016: Königliche Oper, Stockholm, Inszenierung Michael Cavanagh, Dirigent Lawrence Renes
- 2018: Mainfranken Theater Würzburg, Inszenierung Tomo Sugao, Dirigent Enrico Calesso
- 2019: Staatstheater Stuttgart, Inszenierung Marco Štorman, Dirigent André de Ridder
- 2019: McCarter Theatre Center Princeton, Inszenierung Steven LaCosse, Dirigent Richard Tang Yuk
- 2023: Theater Koblenz, Regie Markus Dietze, Dirigat Marcus Merkel[15]
- 2023 Opernhaus Dortmund, Inszenierung Martin G. Berger, Dirigentin Olivia Lee-Gundermann[16]
- 2024 Deutsche Oper Berlin, Inszenierung Hauen und Stechen, Dirigent Daniel Carter[17]